# The Fall
The Fall és el quart àlbum d'estudi de la banda britànica Gorillaz, publicat de format totalment gratuïta el 25 de desembre de 2010 en el seu lloc web exclusivament per membres del seu club de fans Sub-Division. L'àlbum es publicà el 16 d'abril de 2011 en format vinil i el 18 d'abril de 2011 en format digital.
El líder del grup, Damon Albarn, va enregistrar les cançons en el seu iPad mentre el grup realitzava la gira Escape to Plastic Beach World Tour a l'octubre de 2010, i fou mesclada per Stephen Sedgwick a Anglaterra. Van comptar amb diverses col·laboracions com Mick Jones i Paul Simonon de The Clash, Bobby Womack o Pharrell Williams, tot i que en el cas de Williams, la cançó que van enregistrar no va formar part de l'àlbum finalment.
Tractant-se d'un àlbum força experimental, comercialment no va rebre gaire atenció com els tres predecessors, mentre que per part de la crítica musical va rebre opinions generalment favorables.

## Llista de cançons
| Núm.          | Títol                                                          | Durada |
| ------------- | -------------------------------------------------------------- | ------ |
| 1.            | «Phoner to Arizona»                                            | 4:14   |
| 2.            | «Revolving Doors»                                              | 3:26   |
| 3.            | «Hillbilly Man» (featuring Mick Jones)                         | 3:50   |
| 4.            | «Detroit»                                                      | 2:03   |
| 5.            | «Shy-town»                                                     | 2:54   |
| 6.            | «Little Pink Plastic Bags»                                     | 3:09   |
| 7.            | «The Joplin Spider»                                            | 3:22   |
| 8.            | «The Parish of Space Dust»                                     | 2:25   |
| 9.            | «The Snake in Dallas»                                          | 2:11   |
| 10.           | «Amarillo»                                                     | 3:24   |
| 11.           | «The Speak It Mountains»                                       | 2:14   |
| 12.           | «Aspen Forest» (featuring Paul Simonon)                        | 2:50   |
| 13.           | «Bobby in Phoenix» (featuring Bobby Womack)                    | 3:16   |
| 14.           | «California & the Slipping of the Sun»                         | 3:24   |
| 15.           | «Seattle Yodel» (featuring The Archie McPhee Yodelling Pickle) | 0:38   |
| Durada total: | Durada total:                                                  | 43:28  |

## Posicions en llista
| Llista (2011) | Posició |
| ------------- | ------- |
| Alemanya      | 43      |
| Austràlia     | 41      |
| Canadà        | 24      |
| Espanya       | 57      |
| Estats Units  | 24      |
| França        | 20      |
| Itàlia        | 32      |
| Regne Unit    | 12      |

## Crèdits

### Músics
- Gorillaz – actuació, composició
- Bobby Womack – actuació, composició, veu, guitarra (cançó 13)
- Mick Jones – guitarra addicional (cançó 2)
- Jesse Hackett – teclats addicionals (cançó 6)
- Paul Simonon – baix addicional (cançó 12)
- James R Grippo – qanun addicional (cançó 12)

### Tècnic
- Gorillaz – producció
- Stephen Sedgwick – producció, enregistrament, mescles
- Geoff Pesche – masterització
- Zombie Flesh Eaters – artwork, disseny
- Jamie Hewlett – artwork, disseny, fotografia
- Mike Smith – fotografia, enregistrament addicional (cançó 11)
- Seb Monk – fotografia
- Oswald Lee Henderson – fotografia